# Agiá (La Canée)
Pour l’article homonyme, voir Agiá.
Agiá, en grec moderne : Αγιά, ou Agyiá (Αγυιά), est un village, dans le dème de La Canée et le district du même nom, en Crète, en Grèce. Selon le recensement de 2011, la population d'Agiá compte 426 habitants. La localité est située à une altitude de 51 m et à une distance de 10 km de La Canée.